# Октавия Старша
Октавия Старша (на латински: Octavia Maior; * преди 70 пр.н.е.) е по-старата полусестра на Октавия Младша и на римския император Октавиан Август.

## Биография
Дъщеря е на Гай Октавий, който е от (equus, кон) конническото съсловие и богатия клон на фамилията на Октавиите, сенатор (през 60 и 59 г. e проконсул в Македония, където води победоносна война против тракийските беси), и неговата първа съпруга Анхария от сенаторската фамилия Анхарии.
Октавия се омъжва за квестора и градския претор Секст Апулей I и е майка на Секст Апулей II, консул през 29 пр.н.е. Баба е на Секст Апулей III и Апулея Варила.